# Cal Cadiu (Santa Margarida de Montbui)
Cal Cadiu és una obra del municipi de Santa Margarida de Montbui (Anoia) inclosa en l'Inventari del Patrimoni Arquitectònic de Catalunya.

## Descripció
Edifici entre mitgeres que consta de planta i dos pisos. El portal d'entrada és d'arc rebaixat i té la inscripció amb la data del 1829. Per sota del primer pis a l'altre extrem de la porta d'entrada hi ha un corredor que comunica amb el carrer Paco Ramon. Són interessants les obertures del segon pis o galeries de les golfes. En els arcs es veuen les restes de la pintura de la façana i del ràfec de la teulada.

## Història
Aquesta edificació està situada en un dels carrers originaris del poble de Montbui, el Carrer Major, nucli embrionari de la trama urbana configurada entorn de l'església i d'aquest carrer el qual ja figura en un capbreu del 1520. Les cases es van anar alineant en el Carrer Major on hi hagué la major densitat de població.